# Saukko (підводний човен)
| «Саукко»                                                                            | «Саукко»                                                                           | «Саукко»                                                                           |
| ----------------------------------------------------------------------------------- | ---------------------------------------------------------------------------------- | ---------------------------------------------------------------------------------- |
| Saukko                                                                              |                                                                                    |                                                                                    |
|                                                                                     |                                                                                    |                                                                                    |
| Спуск фінського малого підводного човна «Саукко» на воду. 1930                      |                                                                                    |                                                                                    |
| Верф                                                                                | Sandvikens Skeppsdocka och Mekaniska Verkstad, Гельсінкі                           | Sandvikens Skeppsdocka och Mekaniska Verkstad, Гельсінкі                           |
| Під прапором                                                                        | Фінляндія                                                                          | Фінляндія                                                                          |
| Належність                                                                          | Військово-морські сили Фінляндії                                                   | Військово-морські сили Фінляндії                                                   |
| Порт приписки                                                                       | Лахденпохья, Березові острови                                                      | Лахденпохья, Березові острови                                                      |
| Закладений                                                                          | 1928                                                                               | 1928                                                                               |
| Спуск на воду                                                                       | 2 липня 1930                                                                       | 2 липня 1930                                                                       |
| Введений до складу флоту                                                            | 16 грудня 1930                                                                     | 16 грудня 1930                                                                     |
| На службі                                                                           | 1930–1947                                                                          | 1930–1947                                                                          |
| Сучасний статус                                                                     | 1947 року розібраний на брухт                                                      | 1947 року розібраний на брухт                                                      |
| Бойовий досвід                                                                      | Друга світова війна Зимова війна Війна-продовження * Кампанія на Балтійському морі | Друга світова війна Зимова війна Війна-продовження * Кампанія на Балтійському морі |
| Проєкт                                                                              |                                                                                    |                                                                                    |
| Тип ПЧ                                                                              | малий озерний підводний човен                                                      | малий озерний підводний човен                                                      |
| Основні характеристики                                                              |                                                                                    |                                                                                    |
| Швидкість (надводна)                                                                | 7 вузлів (12,6 км/год)                                                             | 7 вузлів (12,6 км/год)                                                             |
| Швидкість (підводна)                                                                | 5,7 вузлів (10,6 км/год)                                                           | 5,7 вузлів (10,6 км/год)                                                           |
| Гранична глибина занурення                                                          | 75 м                                                                               | 75 м                                                                               |
| Дальність плавання                                                                  | 375 миль (694 км) (надводна) 28 миль (45 км) на швидкості 4 вузли (підводна)       | 375 миль (694 км) (надводна) 28 миль (45 км) на швидкості 4 вузли (підводна)       |
| Екіпаж                                                                              | 15 офіцерів та матросів                                                            | 15 офіцерів та матросів                                                            |
| Розміри                                                                             |                                                                                    |                                                                                    |
| Довжина найбільша (по КВЛ)                                                          | 32,4 м                                                                             | 32,4 м                                                                             |
| Ширина корпусу найб.                                                                | 4,1 м                                                                              | 4,1 м                                                                              |
| Середня осадка (по КВЛ)                                                             | 2,9 м                                                                              | 2,9 м                                                                              |
| Водотоннажність надводна                                                            | 114 тонн                                                                           | 114 тонн                                                                           |
| Силова установка                                                                    |                                                                                    |                                                                                    |
| Дизель-електрична: 1 дизельний двигун Friedrich Krupp Germaniawerft 1 електродвигун |                                                                                    |                                                                                    |
| Гвинти                                                                              | 1                                                                                  | 1                                                                                  |
| Потужність                                                                          | 200 к.с. (дизель) 120 к.с. (електродвигун)                                         | 200 к.с. (дизель) 120 к.с. (електродвигун)                                         |
| Озброєння                                                                           |                                                                                    |                                                                                    |
| Торпедно- мінне озброєння                                                           | 2 × 460-мм торпедних апарати (2 торпеди) 6-9 мін                                   | 2 × 460-мм торпедних апарати (2 торпеди) 6-9 мін                                   |
| ППО                                                                                 | 1 × 12,7-мм зенітний кулемет                                                       | 1 × 12,7-мм зенітний кулемет                                                       |

«Саукко» (фін. Saukko — військовий корабель, прибережний підводний човен, що перебував у складі Військово-морських сил Фінляндії у роки Другої світової війни.
Підводний човен «Саукко» був закладений у 1928 році на верфі компанії Sandvikens Skeppsdocka och Mekaniska Verkstad у місті Гельсінкі. 2 липня 1930 року він був спущений на воду. 16 грудня 1930 року корабель уведений в експлуатацію фінськими ВМС.
«Саукко» був одним із п'яти підводних човнів, які перебували на озброєнні ВМС Фінляндії. Інші чотири були трьома великими човнами типу «Ветегінен»: «Ветегінен», «Весіхіісі», «Іку-Турсо» та прибережним «Весікко».

## Історія служби
За попередніми планами фінського військово-морського керівництва «Саукко» планували доставити до міста Лахденпохья на Ладозькому озері залізницею, але це так і не було реалізовано. Під час Зимової війни (1939—1940) і Війни-продовження (1941—1944) підводний човен діяв у Фінській затоці.

### Зимова війна
7 грудня 1939 року «Саукко» в супроводі кількох моторних торпедних катерів був відбуксований канонерським човном Karjala до Койвісто. Оскільки військові дії почалися до того, як фінський флот мав можливість поставити мінні поля за межами своїх прибережних фортів, сподівалися, що «Саукко» зможе виконати це завдання. Есмінець типу «Ленінград» і п'ять інших радянських есмінців досягли цього району 8 грудня і почали обстріл фінських позицій. Але, повільний «Саукко» не зміг вступити в бій з радянською міноносною групою. Наступного дня лід завадив фінським човнам провести вилазку проти радянських кораблів, які вели артилерійський обстріл фінських позицій, а коли лід нарешті зламався, половина повітряних клапанів на «Саукко» так замерзла, що мало не спричинила перекидання човна, коли він намагався зануритися, щоб встановити мінне поле. Після цих невдач фінські човни були виведені з цього району.

### Війна-продовження
На початку липня 1941 року човен безрезультатно атакував радянські сторожові кораблі біля берегів острова Соммерс, його екіпаж ледь не загинув, отруєний вихлопними газами власної пошкодженої торпеди.